# 장타이시역
장타이시역(중국어: 将台西站)은 중국 베이징시 차오양구 장타이 지구 팡위안 서로·장타이 서로 경계에 위치한 베이징 지하철 12호선의 지하철역이다. 이 역은 12호선의 1단계로 2024년 12월 15일에 개통하였다.

## 역사
본 역의 공사 당시 역명은 "팡위안리역(芳园里站)"으로, 2024년 1월 3일에 현재의 역명으로 확정되었다.

## 역 구조
이 역은 지하 2층 건물의 1면 2선 섬식 승강장의 역이다.

### 층별 구조

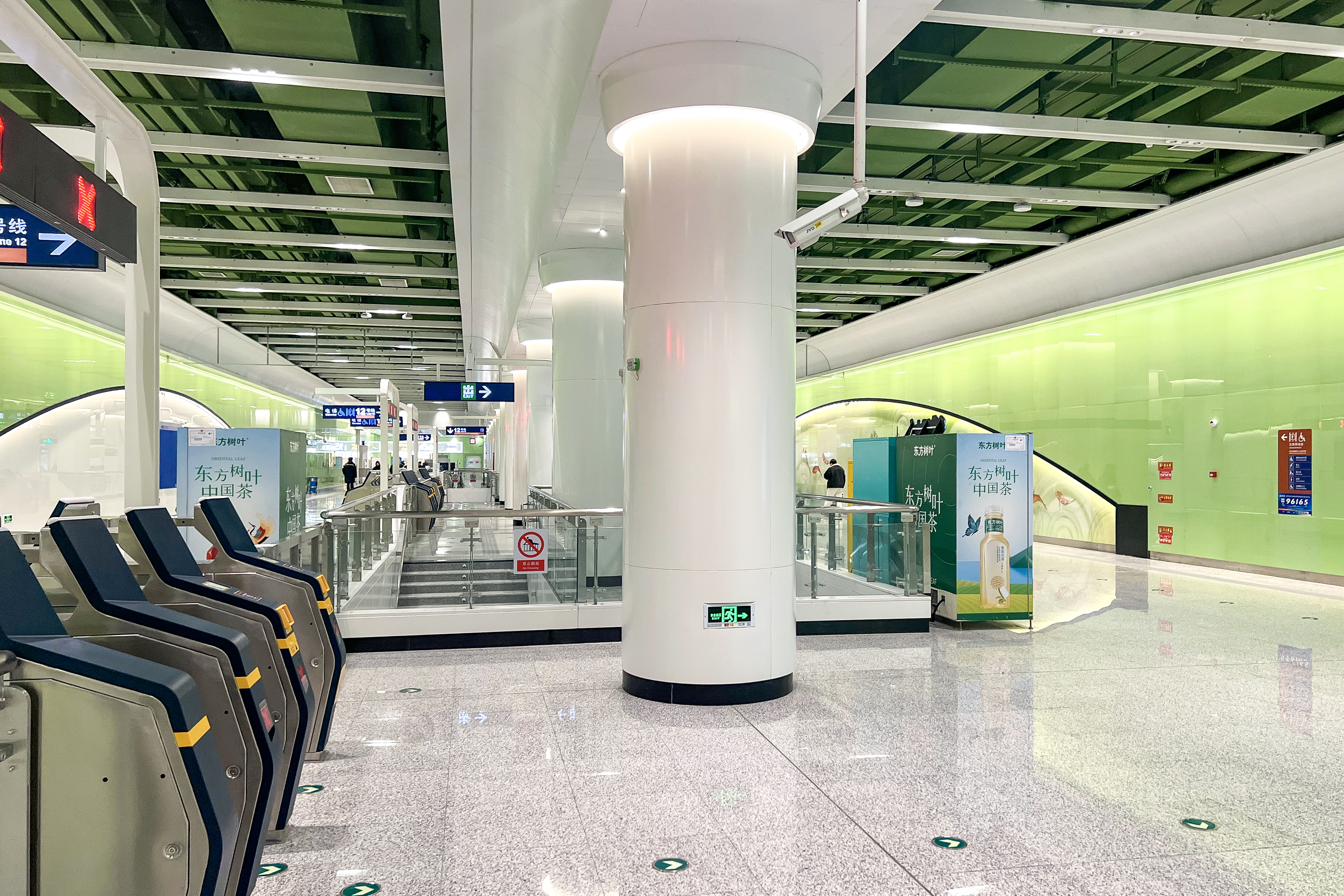
대합실

| 지면     |                                 | 출입구                                |
| 지하 1층 | 대합실                          | 고객센터, 자동 발매기, 출입 게이트    |
| 지하 2층 | ←                               | ■ 12호선 쓰지칭차오 방면 (싼위안차오) |
| 지하 2층 | 섬식 승강장, 왼쪽 출입문이 열림 |                                       |
| 지하 2층 | →                               | ■ 12호선 둥바베이 방면 (가오자위안)   |

## 출입구
장타이시역은 출입구가 3개 있다.
|                         |                       |                                                         |      |             |
| 출구                    | 지시                  | 출구 인근                                               | 사진 | 무장애 시설 |
| 出口 · A                | 장타이 서로(将台西路) | 쓰더 공원(四得公园)                                     |      | 빈칸        |
| 出口 · B                | 팡위안 서로(芳园西路) | 베이징 누오진 호텔(北京诺金酒店), 리도우 화원(丽都花园) |      |             |
| 出口 · C                | 팡위안 서로(芳园西路) | 리도우 국제예술센터(丽都国际艺术中心)                   |      | 빈칸        |
| 아이콘 설명: 엘리베이터 |                       |                                                         |      |             |